# Кюртюн
Кюртюн (тур. Kürtün), также Чайра (Çayra) — район в турецкой провинции Гюмюшхане в Черноморском регионе Турции. По данным переписи 2000 года население района составляет 15 546 человек, из которых 3488 проживают в городе Кюртюн. Район занимает площадь в 732 км², и лежит на высоте 1135 м над уровнем моря. На востоке граничит с Торулом.